# Orchestia ditmari
Orchestia ditmari är en kräftdjursart. Orchestia ditmari ingår i släktet Orchestia och familjen tångloppor. Inga underarter finns listade i Catalogue of Life.